# Torulisquama obliquilinealis
Torulisquama obliquilinealis is een vlinder uit de familie van de grasmotten (Crambidae). De wetenschappelijke naam van de soort is, als Sinibotys obliquilinealis, voor het eerst geldig gepubliceerd in 1982 door Hiroshi Inoue. De soort werd door Zhang en Li in 2010 in het geslacht Torulisquama geplaatst.